# Timidez amorosa

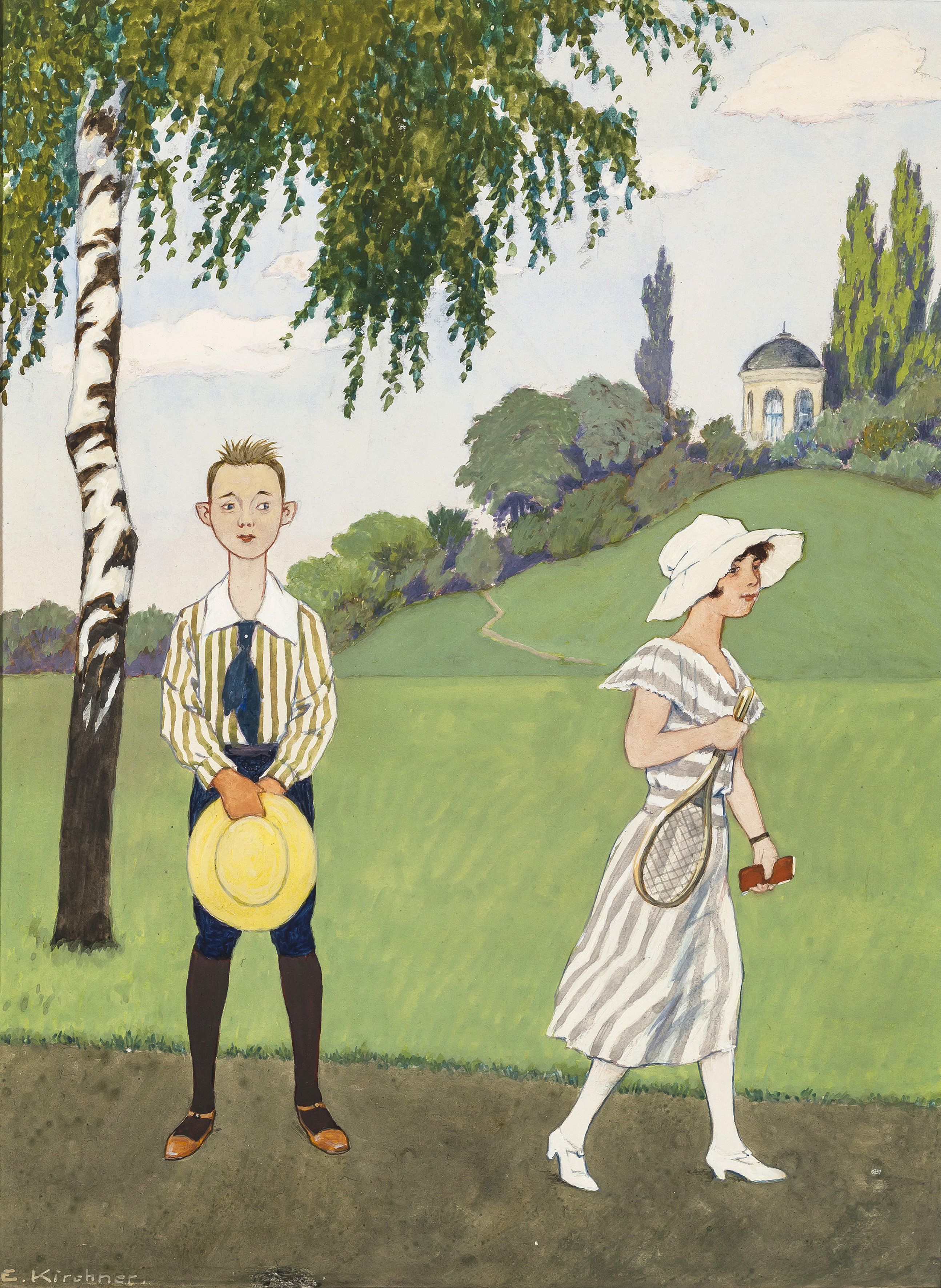
"Nach und nach..." (Poco a poco...) de Eugen Kirchner, 1925

El término timidez amorosa (love-shyness, en inglés) fue utilizado por el psicólogo Brian G. Gilmartin para describir un tipo específico de timidez crónica severa. En 1979, recibió una beca de la Universidad de Auburn para estudiar el problema. Según su definición, publicada en Timidez y amor: causas, consecuencias y tratamientos (Shyness & Love: Causes, Consequences and Treatments), la gente con timidez amorosa encuentra difícil mostrarse asertiva en situaciones informales que involucran compañeros potenciales románticos o sexuales. Por ejemplo, un varón heterosexual con timidez amorosa tendrá problemas iniciando conversaciones con mujeres debido a fuertes sentimientos de ansiedad. El Dr. Gilmartin investigó este fenómeno exclusivamente en varones heterosexuales.
El libro de Gilmartin fue publicado en 1987 por University Books, y en 1989 Madison Books publicó una versión abreviada con un nuevo prefacio por E. Michael Gutman, entonces presidente de la Sociedad Psicológica de Florida, y Psiquiatra Jefe para los Servicios de Salud Mental en Orange County, Florida. Después de dejar de imprimirse, el libro de Gilmartin no atrajo una gran atención, a pesar de que posts de usenet de mediados de 1990 en adelante indican que todavía se leía. Gilmartin apunta que a través de los años ha recibido cartas y correos electrónicos de todo el mundo. Su trabajo fue traducido al japonés, y en 1995 Gilmartin visitó Japón para promocionarlo.
Comenzó a encontrar muchos lectores en lengua inglesa como resultado de publicar extractos en el grupo de noticias alt.support.shyness en 2001 y en el sitio web Angelfire, así como en la posterior creación de un Yahoo! Group para discusión sobre el libro. Aún más lectores son atribuidos a la recomendación del libro por la especialista en sexo Sue Johanson en su libro Sexo, Sexo y más Sexo.

## Definición de Gilmartin
Gilmartin tenía siete criterios para cada hombre con timidez amorosa que incluyó en su estudio:
- Es varón.
- Es virgen.
- Es una persona que rara vez sale socialmente con mujeres.
- Es una persona sin relaciones anteriores emocionalmente íntimas de naturaleza romántica o sexual con ningún miembro del sexo opuesto.
- Es una persona que ha sufrido o sigue sufriendo emocionalmente por la falta de compañía femenina significativa. Resumiendo, es una persona que desea desesperadamente tener una relación con una mujer, pero que no la tiene debido a la timidez. En efecto, generalmente son hombres que jamás en su vida han tenido relación de pareja alguna. En algunos casos sí puede que la hayan tenido pero de muy corta duración o han pasado mucho tiempo sin pareja.
- Es un hombre que se siente extremadamente llevado por la ansiedad con el simple pensamiento de ser asertivo cara a cara con una mujer de manera amistosa. Ésta es la esencia de la timidez amorosa.
- Es un hombre que es estrictamente heterosexual en sus relaciones románticas y eróticas. En otras palabras, es una persona que de ningún modo es homosexual.

Gilmartin no descartó la existencia de mujeres o de homosexuales con timidez amorosa, pero dudaba de que sufrieran los mismos efectos negativos que los hombres heterosexuales, y sospechaba que la condición se reflejaría de manera muy diferente en ellos.

## Resultados de la investigación de Gilmartin
Según Gilmartin, gente de todas las edades, de todas las orientaciones sexuales, tanto hombres como mujeres, pueden tener timidez amorosa. Sin embargo, en opinión de Gilmartin, los efectos negativos de la timidez amorosa se manifiestan casi exclusivamente en hombres heterosexuales. El estudio de Gilmartin incluía solamente hombres heterosexuales. Estudió 200 estudiantes universitarios con timidez amorosa con edades entre 19 y 24 años, 100 hombres de mayor edad con timidez amorosa con edades entre 35 y 50 años, y un grupo de comparación de 200 estudiantes universitarios entre 19 y 24 años sin timidez amorosa. El grupo de hombres sin timidez amorosa escogido por Gilmartin no tenía como intención que representara al varón medio, y solo eran escogidos si eran muy sociales.

### Temperamento y personalidad
Los hombres con timidez amorosa en el ejemplo de Gilmartin tenían diferencias significativas en el temperamento respecto a los hombres no tímidos. Puntuaron significativamente por debajo en extroversión, y más alto en neuroticismo que los hombres no tímidos en el cuestionario de personalidad de Eysenck. Según Eysenck, tenían un temperamento melancólico. La mayoría de los hombres con timidez amorosa (y solo unos pocos de los no tímidos) reconocieron que sus madres a menudo decían que habían sido bebés tranquilos, por lo que Gilmartin sugiere que es más probable que los tímidos amorosos encajen en la descripción de Jerome Kagan de inhibición del comportamiento.

### Interacción con compañeros
La mayoría de los hombres con timidez amorosa, y ninguno de los no tímidos, reconocieron no tener nunca amigos. La mayoría de los hombres con timidez amorosa reconocieron haber sufrido bullying por niños de su misma edad, mientras que ese caso no se dio en ninguno de los no tímidos. Además los hombres con timidez amorosa eran menos dados a luchar contra sus acosadores. Alrededor de la mitad de los hombres con timidez amorosa reconocieron haber sido acosados u hostigados incluso tan tarde como en el instituto, mientras que esto no se daba en ninguno de los casos de los no tímidos.

### Adaptación y psicopatología
Los hombres con timidez amorosa de Gilmartin estaban pobremente adaptados y con niveles altos en psicopatología. Encontró que los hombres con timidez amorosa tenían un número considerablemente mayor de fantasías violentas, eran mucho más dados a pensar que nadie se preocupaba por ellos, y era más probable que tuvieran dificultades concentrándose. También encontró una tendencia en algunos hombres con timidez amorosa a mirar fijamente a las mujeres con las que se encaprichaban o incluso acosarlas, pero sin ser capaces de hablarles, lo que en ocasiones les generaba problemas con las autoridades del colegio. La mayor parte de los hombres con timidez amorosa reportaron sentimientos frecuentes de depresión. Además, muchos hombres con timidez amorosa tenían padres que no les autorizaban a salir en citas y tenían problemas evitándolo. También, muchos hombres con timidez amorosa han tenido invadida su intimidad.

### Carrera, dinero y educación
Gilmartin apreció que los 100 hombres mayores con timidez amorosa estaban experimentando una inestabilidad en sus carreras bien por encima de la media. A pesar de que casi todos estos hombres mayores con timidez amorosa habían completado la educación superior, sus salarios estaban bien por debajo de la media americana. Estaban típicamente, infraempleados, y estaban en trabajos como conductor de taxi, o en el nivel bajo de oficinista o telemarketing. En la época del estudio de Gilmartin (1979-1982), el 3.6% de los graduados universitarios en Estados Unidos estaba en paro. La tasa de desempleo para los hombres mayores con timidez amorosa estaba en el 16%.
Al ser solteros, los hombres mayores con timidez amorosa vivían todos en apartamentos. A consecuencia de sus inhibiciones sociales y sexuales, y en consecuencia una red social limitada, su situación financiera era habitualmente menos afortunada, y muchos de ellos estaban forzados a vivir en los vecindarios menos atractivos. Es notable reseñar que ninguno de los hombres mayores con timidez amorosa tenía una casa en propiedad. Mientras muchos de ellos habían sido estudiantes excelentes, los efectos de su timidez habían tenido un efecto negativo en sus vidas sociales y menguaron muchas oportunidades en sus carreras, de la misma manera que habían impedido sus vidas amorosas.

### Otros atributos notables
De acuerdo con Gilmartin, muchos hombres con timidez amorosa siguen los siguientes patrones:
- A menudo piensan que las mujeres son más privilegiadas que los hombres.
- Tienen una forma física por debajo de la media.
- Tienden a interesarse menos por los deportes.
- Tienden a estar más interesados en películas y música, y prefieren ver distintos tipos de películas que los no tímidos. En algunos casos prefieren simplemente escuchar música u otras actividades en lugar de ver películas.
- Dan una gran importancia, a menudo desproporcionada, a la belleza física (especialmente belleza facial). Suelen considerarse a sí mismos poco atractivos.
- No están tan interesados en amistades masculinas.
- El 16% de su muestra estaba desempleada
- Han experimentado pobreza durante una parte importante de sus vidas.
- Desarrollan un interés en las chicas a una edad más temprana de lo habitual.
- A menudo sólo quieren tener hijas.
- A menudo tienen problemas en expresar sus emociones.
- Son en ocasiones pasivos agresivos.
- Son melancólicos.
- A menudo han tenido un parto difícil.
- Tienen baja energía; muestran poco interés en actividades físicas y deportivas, así como a levantarse de la cama por la mañana (asténicos)
- Fueron habitualmente tímidos cuando niños mientras que esto rara vez se cumple con los no tímidos.
- A menudo tuvieron madres nerviosas que no les permitían citas con chicas.
- A menudo no tienen hermanas, y rara vez tienen más de una. O simplemente son hijos únicos.
- Habitualmente son muy serios.
- A menudo no tuvieron adultos a los que acudir para soporte emocional cuando niños, y continúa siendo así de adultos.
- A menudo piensan que tuvieron poca influencia en las decisiones familiares cuando niños.
- Se molestan con facilidad
- Tienen padres exigentes que invaden su privacidad.
- A menudo sufren una cantidad excesiva de trauma psicológico, del que la timidez amorosa puede ser la consecuencia.
- Los padres fueron sobreprotectores.

Se debe tener especial precaución de no confundir una simple timidez amorosa con alguna condición más seria como los trastornos del espectro autista. Las características de aquellos son muy similares a las aquí descritas.

## Teoría de Gilmartin

### Causas de la timidez amorosa
Gilmartin estima que la timidez amorosa afecta a aproximadamente el 1,5% de los varones estadounidenses. Según Gilmartin la timidez amorosa es, como la mayoría de las características psicológicas humanas, el resultado de la combinación de factores biológicos y del entorno. Gilmartin opina que la timidez es un estado que necesita ser curado. Sostiene que la timidez nunca es sana.
Menciona varias causas biológicas posibles de la timidez amorosa, especialmente bajo nivel materno de testosterona durante el desarrollo del feto, pólipos nasales e hipoglucemia.
Factores cruciales que agravan el desarrollo negativo durante la infancia de la persona con timidez amorosa son:
- Acoso escolar (bullying). Los chicos con timidez amorosa son vulnerables al acoso por parte de sus compañeros, debido a su timidez e inhibición.
- Educación por parte de los padres. Si el niño recibe sobre todo estímulos negativos de sus padres (por ejemplo, castigo corporal, abuso verbal, críticas, menosprecios, comparaciones negativas, indiferencia, disciplina autoritaria), esto llevará al niño a retraerse más y más en sí mismo.

Con tantos estímulos negativos en relaciones cruciales en su infancia, el niño con timidez amorosa se convierte en un aislado social. Aprende a asociar estas interacciones cruciales (por ej. con los padres y compañeros) con sentimientos de dolor y es probable que evite la interacción social. El aislamiento social se convierte en un círculo vicioso para el individuo con timidez amorosa a medida que pasan los años, e inhibe sus posibilidades de interacción con el sexo contrario, así como en otras áreas cruciales de la vida, como su carrera profesional.

### Timidez amorosa, orientación sexual y género
Gilmartin cree que la timidez amorosa debería tener sus efectos más severos en varones heterosexuales, debido a los roles de género. Sostiene que puede ser posible para las mujeres y varones homosexuales tímidos implicarse en relaciones íntimas sin necesidad de tomar la iniciativa, simplemente esperando a un hombre más asertivo para iniciar la relación. Sin embargo, esto se basa más en especulación que en hechos, ya que hay muchos hombres homosexuales que tienen dificultades en encontrar un compañero debido a su timidez. Según Gilmartin, las mujeres tímidas pueden tener citas con tanta o más facilidad que las mujeres no tímidas, y también pueden casarse y tener hijos, mientras que este no es el caso de los varones heterosexuales. Los varones heterosexuales con timidez amorosa normalmente no tienen contacto social informal con mujeres (prácticamente por definición). Les cuesta tener citas, casarse o tener hijos, y muchos de ellos no pueden experimentar ningún tipo de contacto sexual íntimo. Gilmartin comprobó que terceras partes, como padres y amigos, son normalmente desconsiderados con las dificultades de los hombres con timidez amorosa, y se muestran reacios en ayudarles a encontrar novias.
Gilmartin aprecia que frecuentemente a los hombres con timidez amorosa se les toma por homosexuales reprimidos, por su aparente falta de interés en mujeres (se los prejuzga muy duramente con frases como "no te gustan las mujeres"). Además, apunta que muchos varones heterosexuales con timidez amorosa no están interesados en amistades con otros hombres. Todo esto, unido a su falta de éxito en iniciar contacto con mujeres, les causa sentimientos de soledad, alienación, y en ocasiones depresión. Y ello muchas veces fomenta el bullying homofóbico.

## Timidez amorosa en la psicología actual
La timidez amorosa no está reconocida como desorden mental por la Organización Mundial de la Salud o la Asociación Estadounidense de Psiquiatría. Sin embargo, comparte algunas características con desórdenes mentales comúnmente reconocidos.
De la misma forma que la gente que tiene una ansiedad social específica, la gente con timidez amorosa puede mostrar gran ansiedad en situaciones sociales informales.
Y de la misma forma que la gente con trastorno de la personalidad de evitación, la gente con timidez amorosa se siente incómoda en muchas situaciones sociales informales, y normalmente evitan las oportunidades para el contacto social.
El impedimento de funcionamiento en las interacciones sociales tiene cierta similitud con los síntomas del síndrome de Asperger o del desorden pragmático semántico. Por ejemplo, de la misma manera que la gente con síndrome de Asperger, los hombres con timidez amorosa frecuentemente tienen dificultades desarrollando relaciones con compañeros. En una carta del Dr. Gilmartin del 6 de marzo de 2004, este exponía que "tantos como el 40 por ciento de los casos de varones con timidez amorosa severa podrían diagnosticarse con síndrome de Asperger".
En muchos casos la timidez amorosa puede llevar al individuo a padecer de anuptofobia.